# Asato Miyagawa
Asato Miyagawa (født 24. februar 1998) er en japansk fodboldspiller. Hun er medlem af Japans kvindefodboldlandshold.

## Landsholdskarriere
Den 2. marts 2019 fik hun debut på det japanske landshold, i en kamp mod Brasilien. Hun har spillet 9 landskampe for Japan.